# Công viên thành phố Budapest

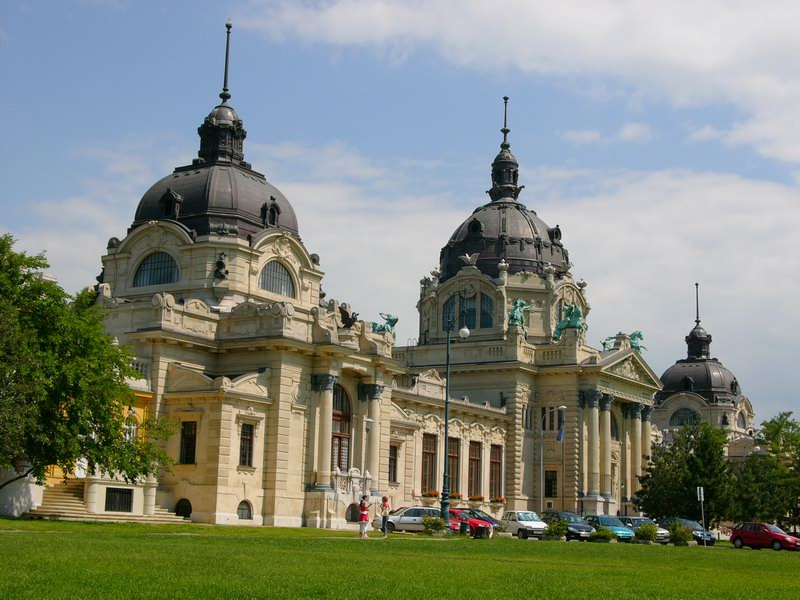
Nhà tắm nước nóng tự nhiên Széchenyi

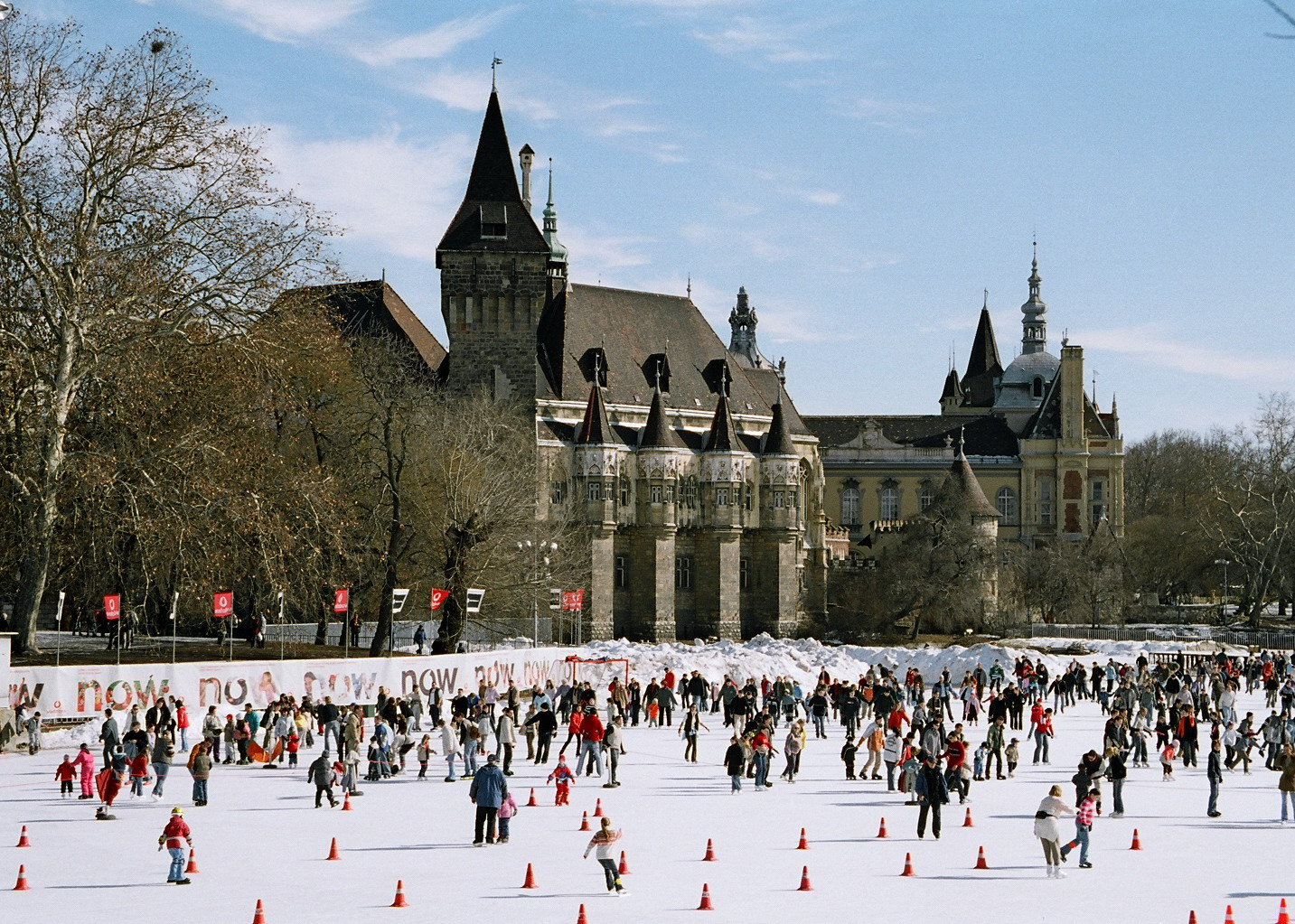
The Sân băng công viên thành phố Budapest cùng với lâu đài Vajdahunyad trong hình.

Công viên thành phố Budapest  (tiếng Hungary: Városliget; tiếng Đức: Stadtwäldchen) là một công viên công cộng nằm ở quận 4, gần trung tâm của thành phố Budapest, Hungary. Nó có dạng hình chữ nhật 0,9 nhân 0,6 dặm (1.400 nhân 970 m) và có diện tích  Lối vào chính của nó là tại Quảng trường Anh hùng, một phần của Di sản thế giới được UNESCO công nhận.

## Các điểm tham quan chính
Công viên là nơi có nhiều công trình đáng chú ý, bao gồm:
- Lâu đài Vajdahunyad, khánh thành năm 1896
- Nhà tắm nước nóng tự nhiên Széchenyi
- Sở thú Budapest, bao gồm Nhà Voi
- Rạp xiếc thành phố, khánh thành năm 1891
- Nhà hàng Gundel, khánh thành năm 1894
- Tòa nhà Rạp xiếc Budapest[3][4][5]